# Bathophilus irregularis
Bathophilus irregularis es una especie de pez de la familia Stomiidae en el orden de los Stomiiformes.

## Morfología
• Los machos pueden llegar alcanzar los 12,5 cm de longitud total.

## Hábitat
Es un pez de mar y de aguas profundas que vive hasta 650 m de profundidad.

## Distribución geográfica
Se encuentra en el  Atlántico (Brasil y desde Namibia hasta Sudáfrica), el Índico y el Pacífico.